# Harpyionycteris whiteheadi
Il pipistrello della frutta arpia (Harpyionycteris whiteheadi Thomas, 1896) è un pipistrello appartenente alla famiglia degli Pteropodidi, endemico dell'Arcipelago delle Filippine.

## Descrizione

### Dimensioni
Pipistrello di medie dimensioni, con la lunghezza totale tra 130 e 156 mm, la lunghezza dell'avambraccio tra 80 e 91 mm, la lunghezza delle orecchie tra 19 e 25 mm e un peso fino a 122 g.

### Aspetto
La pelliccia è lunga, densa e si estende fino all'avambraccio, sugli arti inferiori e i piedi. Il colore del dorso è marrone scuro, gradualmente più chiaro sul collo e la testa, mentre le parti ventrali sono bruno-grigiastre, più chiare sotto la gola. Il muso è lungo, affusolato con le narici prominenti e leggermente tubulari. È presente una maschera facciale più scura, formata da due anelli che circondano gli occhi ed una macchia a forma di T rovesciata sulla fronte. Gli occhi sono grandi, che come quelli di tutte le specie del Sud Pacifico sono di color ambra o marroni. Le orecchie sono relativamente corte e con l'estremità arrotondata. Le ali sono ricoperte di macchioline giallognole e sono attaccate lungo i fianchi del corpo e posteriormente alla base della prima falange del secondo dito. È privo di coda, mentre l'uropatagio è ridotto ad una sottile membrana lungo la parte interna degli arti inferiori. Il calcar è ben sviluppato. Gli arti inferiori sono notevolmente accorciati, più di qualsiasi altro membro della famiglia.

## Biologia

### Comportamento
Non sono riportate in letteratura informazioni sui rifugi. Recenti studi filogenetici hanno evidenziato la stretta parentela con specie cavernicole, come il genere Dobsonia e Boneia.

### Alimentazione
Si nutre di frutti di specie native di Ficus e Freycinetia.

### Riproduzione
Danno alla luce un piccolo alla volta in due differenti periodi dell'anno, il primo in gennaio ed il secondo a luglio. La gestazione dura 4-5 mesi e l'allattamento 3-4 mesi.

## Distribuzione e habitat
Questa specie è diffusa nell'arcipelago delle Filippine.
Vive nelle foreste primarie o leggermente disturbate fino a 1.900 metri di altitudine.

## Tassonomia
Sono state riconosciute 2 sottospecie:
- H.w. whiteheadi: Biliran, Provincia di Camiguin, Leyte, Luzon, Maripipi, Masbate, Mindanao, Mindoro, Romblon, Samar, Tablas;
- H.w. negrosensis (Peterson & Fenton, 1970): Cebu, Negros.

## Conservazione
La IUCN Red List, considerato il vasto areale e la preferenza agli habitat montani, meno sfruttati degli altri, classifica H. whiteheadi come specie a rischio minimo (Least Concern)).